# Крань
Крань (словен. Kranj) — місто на річці Сава в Словенії. Крань (нім. Krainburg, Крайнбург) — давня столиця Крайни, найбільше місто регіону Горенська і четверте за величиною місто країни після Любляни, Марибора і Целє.

## Географія і транспорт

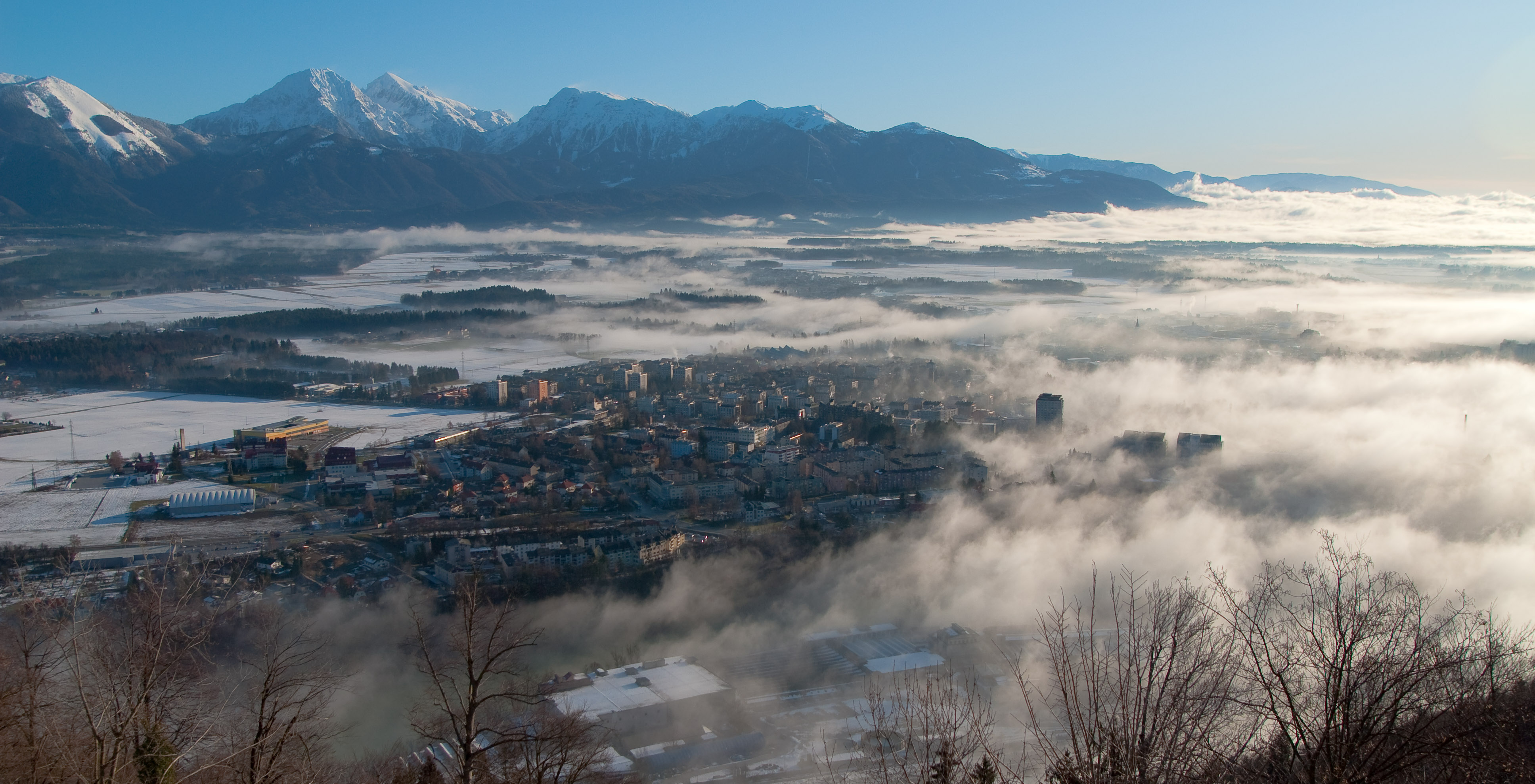
Вид з гори Шмарє́тна го́ра (словен. Šmarjetna gora) на місто Крань у ранковому тумані.

Місто розташоване у північно-західній частині Словенії, за 20 кілометрів на північний захід від столиці країни — Любляни, біля підніжжя Юлійських Альп, перші вершини гірського масиву починаються вже за декілька кілометрів від міста.
Найвища гора, яка розташовані поруч з містом — Сторжич (Storžič), висота 2132 метра.
Крань лежить на важливій автомобільній і залізничній магістралі Любляна — Крань — Єсениці — Філлах (Австрія) — Мюнхен (Німеччина). Недалеко від міста знаходиться аеропорт Любляни — Брнік.

## Населення

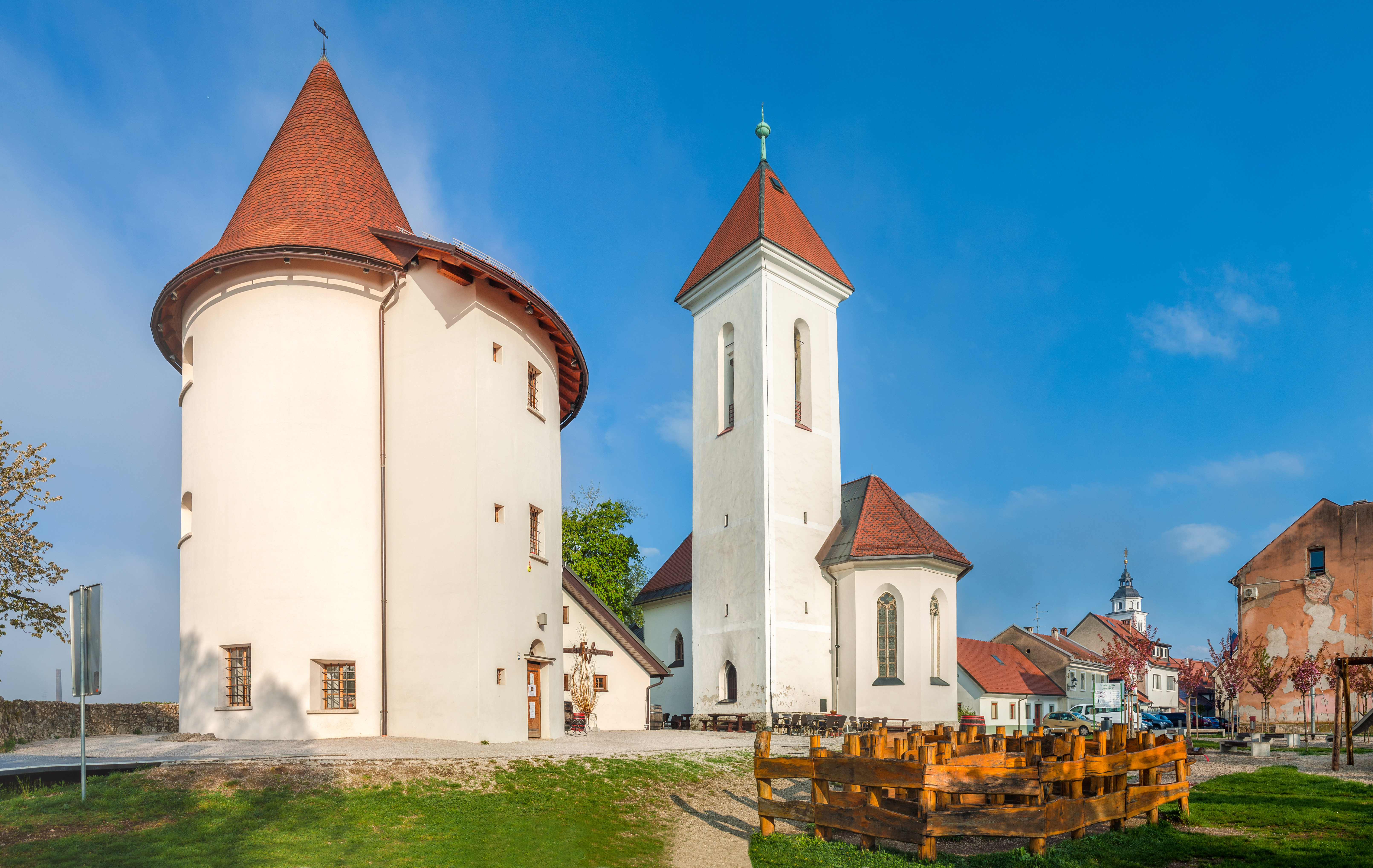
Церква Святих Фабіана, Себастьяна і Роха

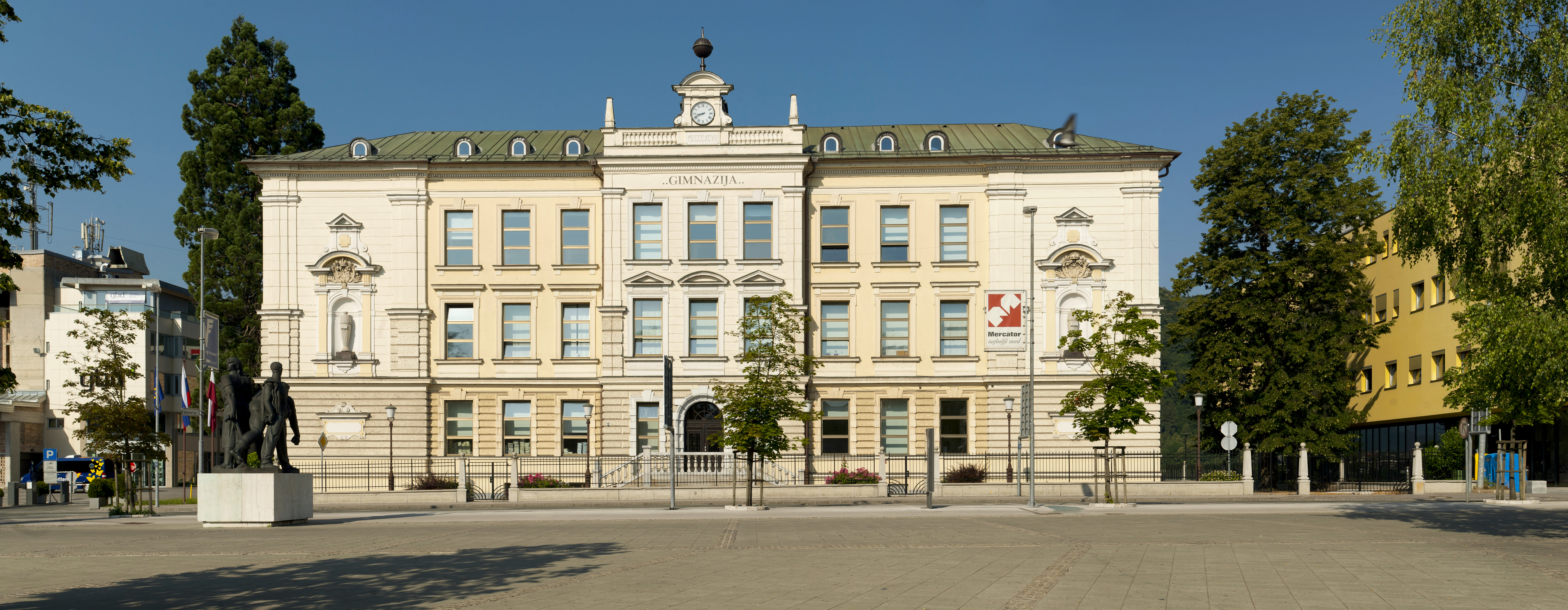
Краньська гімназія

Чисельність населення міста — 37 605 осіб за даними перепису 2022 року. Населення всього району (общини) становить 51 225 осіб.

## Економіка
Крань — промисловий центр, у місті знаходяться підприємства електронної і хімічної промисловості. Завдячуючи своєму розташуванню на перехресті доріг і близькості до кордонів Італії і Австрії, місто має важливе торговельно-транспортне значення.

## Пам'ятки
Старе місто добре збереглось і розташований на місці, де в Саву впадає невелика річка Кокра.
- Ратуша — утворена об'єднанням двох будівель різних епох і стилів, перша датується серединою XVI століття, друга збудована на початку XVII століття і спочатку була аристократичним будинком.
- Парафіяльна церква — перша церква на цьому місці була збудована ще в VI столітті, як показали археологічні разкопки. Потім церква була перебудована в романському стилі, а в кінці XIV століття в готичному. Перебудова церкви йшла аж до XX століття.
- Залишки міських стін. Міські стіни були збудовані в XV столітті, до наших днів збереглися їх фрагменти, а також Верхні ворота.
- Каньйон Кокри — живописний гірський каньйон в околицях Краня, пам'ятка природи.

### Кізельштайнський замок

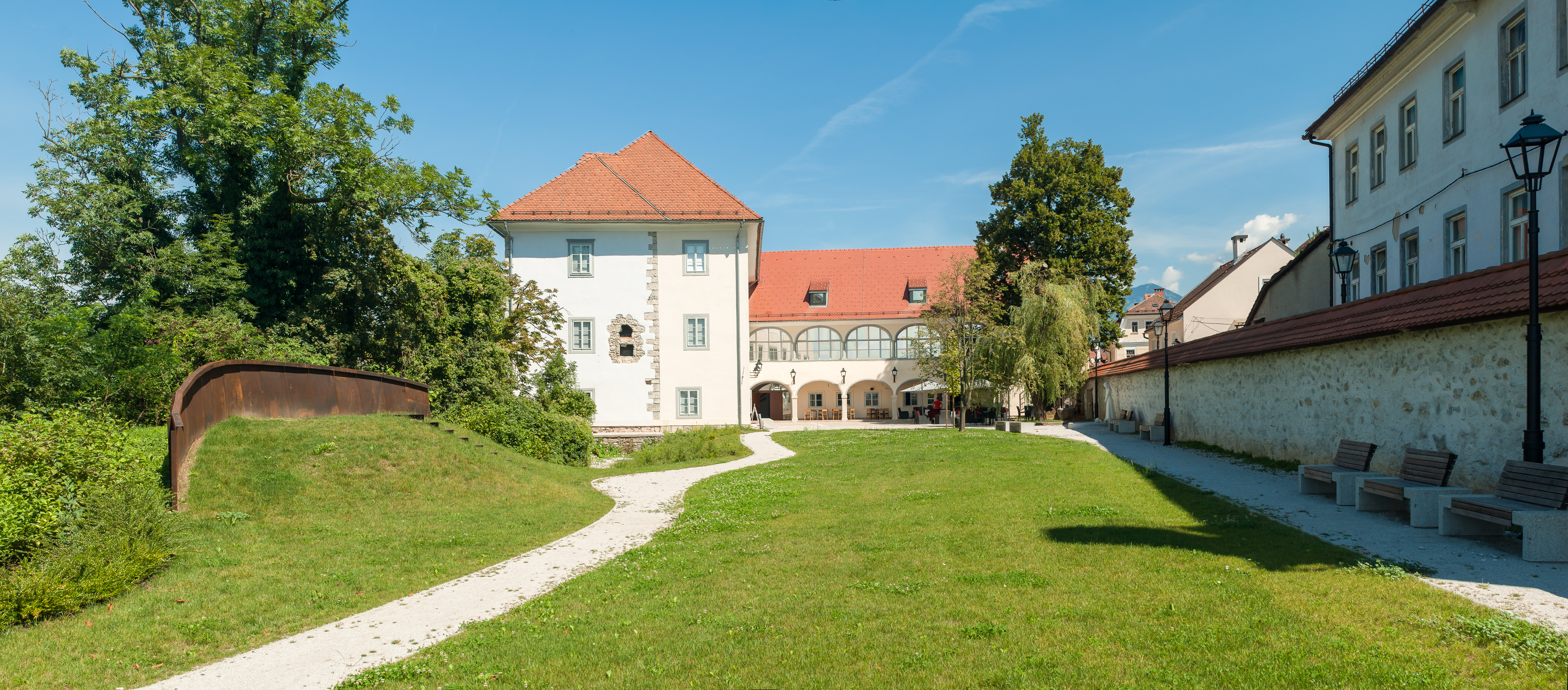
Кізельштайнський замок

Замок був побудований в середині XVI-го століття бароном Йоганном Якобом Хіслом. Пізніше власники включали сім'ї Москонів, Равбарів, Апфалтрерів, Ауерспергів і Пагляруцці. Будинок був відремонтований у 1952 році архітектором Йоже Плечником у його пізній період. Сад замку в даний час використовується як місце для концертів.

## Відомі мешканці
- Боян Йокич (нар. 1986) — словенський футболіст, лівий захисник футбольного клубу «Уфа» і збірної Словенії, колишній лівий захисник Вільярреалу.
- Боян Крижай (нар. 1957) — відомий словенський гірськолижник, що виступав за Югославію.
- Александр Радославлевич (нар. 1979) — словенський футболіст, гравець збірної Словенії.
- Боян Удович (1957—2015) — югославський велогонщик.

## Міста-побратими
- Баня-Лука, Боснія і Герцеговина
- Олдхем, Велика Британія;
- Бітола, Північна Македонія;

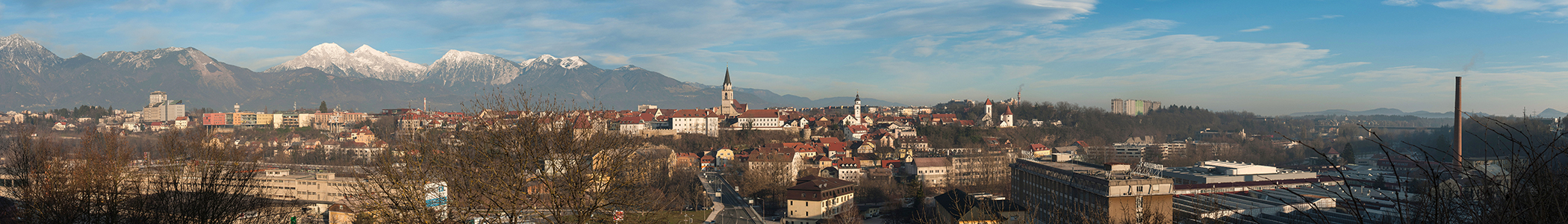

- Сента, Сербія;
- Ла-Сьйота, Франція;
- Осієк, Хорватія.